# Bangangté
Bangangté est une ville du Cameroun en Pays bamiléké aussi souvent appelé « Petit Paris ». C'est le chef-lieu du département du Ndé dans la région de l'Ouest.
Certains quartiers tels que Bafeumbath, situé sur la route Bangangté-Bafoussam, et Banekane, situé sur la route Bangangté-Yaoundé et abritant l'Université des Montagnes, sont chargés d'histoire et de symbole.
Batela est aussi un quartier très important abritant la chefferie supérieure des Bangangtés et certains site touristiques comme le Lâkâm (l'endroit où se déroule l'intronisation du chef) et l'école primaire, lycée de Batela 

## Toponymie
Son nom vient de l’une des ethnies ayant occupé en premier ce territoire, les Bangangté. Le nom Bangangté viendrait d'une déformation de l'expression en langue locale, Medumba, « bah ghǎ nteu » ou en nufi « pɑ ghaʼ ntuɑʼ » ce qui signifie « ceux qui refusent d'être assujettis » ou plutôt « ceux qui ont refusé la situation de vassal ».

## Géographie

### Situation
La ville est située à 1340 m d'altitude sur la route nationale 4 à 49 km au sud du chef-lieu régional Bafoussam, et à 249 km au nord-ouest de la capitale Yaoundé (place du 20 mai) via Obala. L'espace urbain est drainé par la rivière Ngam affluent de rive droite du Noun.
La commune s'étend en rive droite de la rivière Noun qui la sépare de Massangam.
| Bangou | Djebem, Bayangam | Foumbot   |
| Bana   | Bangangté        | Massangam |
| Bazou  | Bassamba         | Tonga     |

### Climat

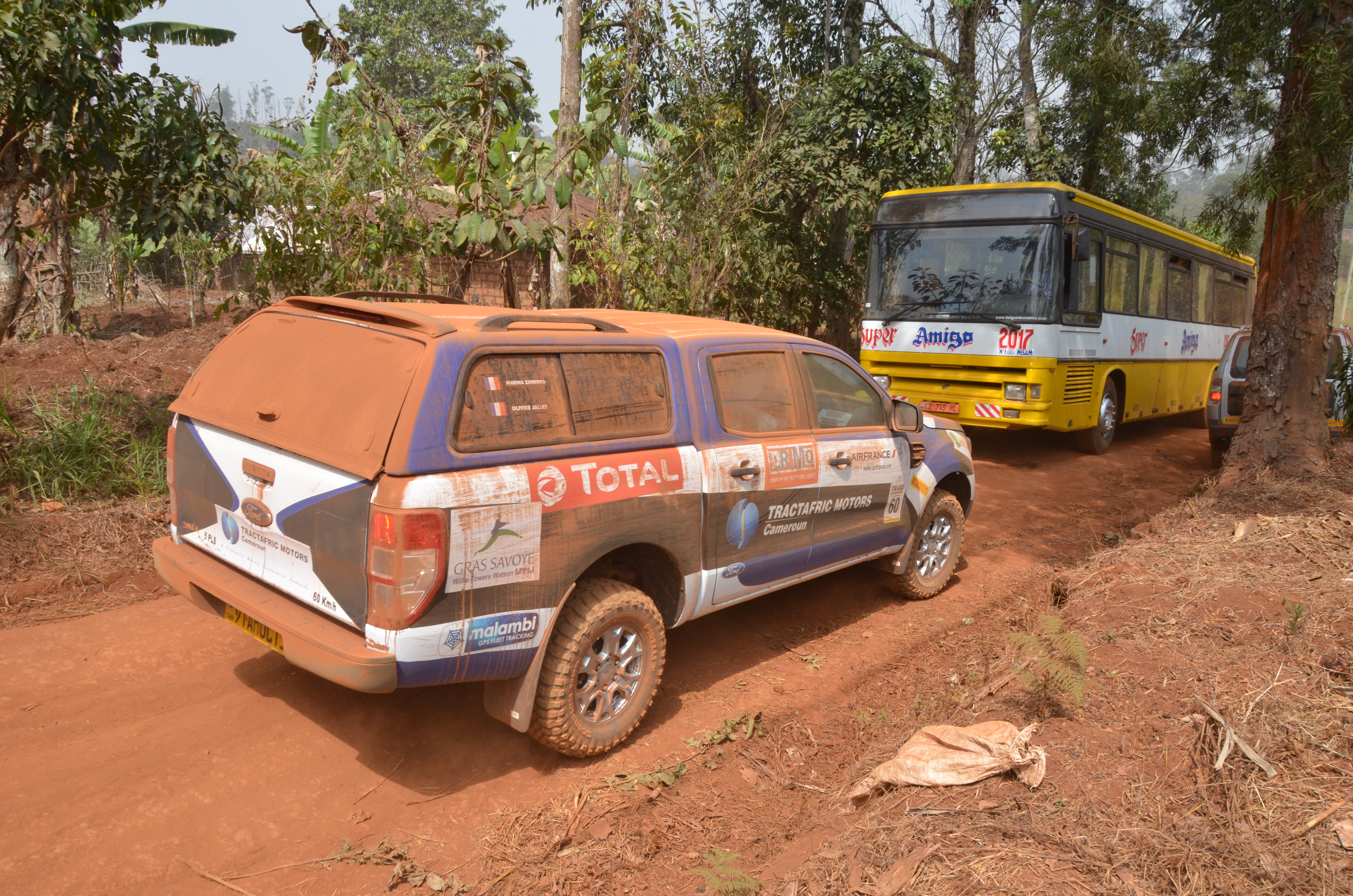
Croisement de véhicules sur une piste secondaire à Bangangté.

Bangangté est doté d'un climat tropical de type Aw selon la classification de Köppen, avec une température annuelle moyenne de 20,4 °C et des précipitations d'environ 1 950 mm par an, plus abondantes en été qu'en hiver.

### Population
Lors du recensement de 2005, la commune comptait 63 595 habitants, dont 28 011 pour Bangangté Ville. La population de la localité est relevée par l'ORSTOM pour 1970 et 1976 et par le compte administratif 2013
| 1970   | 1976  | 2005   | 2013   |
| ------ | ----- | ------ | ------ |
| 12 000 | 9 864 | 28 011 | 86 219 |

## Histoire
Le poste administratif de Bangangté créé le 14 juin 1930, est érigé en chef-lieu de subdivision le 5 mai 1931; la subdivision devint département en 1960, ce dernier prend le nom du Ndé par le décret No 61-8 du 3 février 1961.

## Administration
Les maires se succèdent à la tête de la municipalité depuis la création de la commune en 1954.
| Période          | Période         | Identité                   | Étiquette | Qualité                                               |
| ---------------- | --------------- | -------------------------- | --------- | ----------------------------------------------------- |
| 1954             | 1961            | Administrateurs municipaux |           |                                                       |
| mai 1961         | février 1978    | Paul Nana                  |           |                                                       |
| février 1978     | septembre 1980  | Émile Ngoumgnia Kamgoum    |           |                                                       |
| septembre 1980   | novembre 1982   | François Yanzeu            |           |                                                       |
| 11 novembre 1982 | 19 octobre 1983 | Jacques Alimoka            |           |                                                       |
| juin 1984        | novembre 1987   | Thomas Léoué Yetenje       |           |                                                       |
| novembre 1987    | juin 1995       | Jean-Claude Tzeuton        |           |                                                       |
| juin 1995        | 1996            | Jean-Calvin Djeudam        |           |                                                       |
| 1996             | 2002            | Thomas Tchatchoua          |           | enseignant                                            |
| 2002             | 2007            | Marcel Niat Njifenji       | RDPC      | ingénieur                                             |
| 2007             | 2018            | Célestine Ketcha Courtès   | RDPC      |                                                       |
| 2019             | 6 mars 2021     | Jonas Kouamouo             | RDPC      | pharmacien et enseignant à l'université des montagnes |
| 20 mai 2021      |                 | Eric Niat                  | RDPC      |                                                       |

## Structure administrative de la commune
Outre Bangangté proprement dit, la commune est constituée de 7 groupements et 45 villages dont les villages suivants :
- Babou
- Bakwa
- Baloue
- Bandiangseu
- Banekane
- Banekouane I
- Banendjap
- Banenga
- Bangang-Fokam
- Bangweu
- Banoudim (ou Noudim)
- Bantoum I
- Bantoum II
- Bantoum III
- Bapompa
- Bassife
- Batchingou
- Batela
- Bafeumbat
- Bitchoua I
- Bongo
- Bonkeu
- Bouli
- Dadoum
- Depnou
- Doudou
- Famveu
- Fang
- Fapdiosso
- Fapdolop
- Fatgo'o
- Femtchouet
- Fetom
- Feubath
- Feuga
- Feugnou
- Feutap
- Foplouh
- Kafeng
- Kamdam
- Kopda
- Kopking
- Koptchet
- Kouensah
- Lafeng
- Lagweu
- Langui
- Louh
- Mabit (ou Bit-Nyambeu)
- Madja
- Madoum
- Maham
- Manga
- Mango'o
- Manko
- Matam
- Mbombreu
- Mekong
- Meneu
- Metcha
- Mveu
- Na-Ah (Kamna)
- Ndoukong
- Nekuile
- Netam
- Nfechouet
- Nguikong
- Njamga
- Njipko
- Noumchouet
- Noumfan
- Noumgha
- Noumko
- Ntousseu
- Nzuilou
- Pendong
- Peup
- Pozou
- Sagna
- Sangwoua
- Sanki
- Taleum
- Tap
- Tchoutap
- Tocksi
- Toudadoun
- Tougong
- Tougui-Famentcha
- Tougwe
- Toukop
- Toumveu
- Tchoudim
- Yawoum
- Zuijon

Le groupement de Bangangté est composé de 12 quartiers pour l'espace urbain : Famgo Neuta I, Quartier 1, Quartier 2, Quartier 3, Quartier 4, Quartier 5 Famgo, Quartier 6, Noufam, Quartier 7 ,Famgo Neuta II, Quartier 8 ,Sagam et 17 villages dans l'espace rural.

## Chefferies traditionnelles
La ville est le siège de l'une des onze chefferies traditionnelles de 1er degré de la région de l'Ouest du Cameroun :
- Chefferie Bangangté, 29 135 habitants en 2015.

Le chef traditionnel des Bagangtés est sa Majesté Nji Mohnlu Seidou Pokam, et la reine mère des Bangangtés s'appelle Maveun Pettoun grande sœur du Roi.
| No | Identité                    | Période | Période | Durée  | Étiquette |
| No | Identité                    | Début   | Fin     | Durée  | Étiquette |
| -- | --------------------------- | ------- | ------- | ------ | --------- |
| 1  | Ngami (d)                   | 1665    | 1701    | 36 ans |           |
| 2  | Tshamngo (d)                | 1701    | 1706    | 5 ans  |           |
| 3  | Nenaton (d)                 | 1706    | 1748    | 42 ans |           |
| 4  | Mbiatat (d)                 | 1748    | 1780    | 32 ans |           |
| 5  | Ngassam I (d)               | 1780    | 1804    | 24 ans |           |
| 6  | Nya I (d)                   | 1804    | 1805    | 1 an   |           |
| 7  | Nzike I (d)                 | 1805    | 1840    | 35 ans |           |
| 8  | Nya II (d)                  | 1840    | 1885    | 45 ans |           |
| 9  | Ngassam II (d)              | 1885    | 1891    | 6 ans  |           |
| 10 | Yomi (d)                    | 1891    | 1895    | 4 ans  |           |
| 12 | Salomon Nzike II (d)        | 1912    | 1943    | 31 ans |           |
| 13 | Pokam Njike Robert (d)      | 1943    | 1974    | 31 ans |           |
| 14 | Francois Njiké Pokam        | 1974    | 1987    | 13 ans |           |
| 15 | Nji Mohnlu Siedou Pokam (d) | 1987    |         |        |           |

L'arrondissement de Bangangté compte six chefferies traditionnelles de 2e degré reconnues par le ministère de l'administration du territoire et de la décentralisation :
- 725 : Chefferie Bangoua
- 726 : Chefferie Bamena
- 727 : Chefferie Bangoulap
- 728 : Chefferie Batchingou
- 729 : Chefferie Bangang-Fokam
- 730 : Chefferie Bahouoc

Les chefferies voisines sont :
| Localisation | Département | Arrondissement | Latitude Longitude          | Superficie Forêt Sacrée en ha |
| ------------ | ----------- | -------------- | --------------------------- | ----------------------------- |
| Bamena       | Ndé         | Bangangté      | 5° 08′ 49″ N, 10° 24′ 54″ E | 1                             |
| Balengou     | Ndé         | Bazou          | 5° 06′ 28″ N, 10° 26′ 10″ E | 1,2                           |
| Bangangté    | Ndé         | Bangangté      | 5° 08′ 31″ N, 10° 32′ 36″ E | 1                             |
| Bangoua      | Ndé         | Bangangté      | 5° 12′ 22″ N, 10° 28′ 48″ E | 3                             |
| Bazou        | Ndé         | Bazou          | 5° 04′ 10″ N, 10° 27′ 42″ E | 7,74                          |
| Tonga        | Ndé         | Tonga          | 4° 58′ 19″ N, 10° 42′ 02″ E | 0,8                           |
| Bangoulap    | Ndé         | Bangangté      | 5° 06′ 50″ N, 10° 32′ 17″ E | 0,8                           |

## Éducation, sport et santé

### Éducation

#### Écoles
- Écoles Publiques de Bangangté (Groupes 1, 2, 3, 4, 5)
- École Publique Bilingue de Bangangté
- École Publique Les Champions FCB
- Groupe Scolaire Bilingue CNPS
- Écoles Maternelles publiques de Bangangté (Groupes 1, 2, 3, Batela, Neta, Quartier 4)
- Écoles Evangéliques de Mfetom, Sagnam, Toukop
- Écoles Maternelles Evangéliques de Mfetom, Sagnam, Toukop
- Écoles Catholiques Notre Dame, St Michel de Ngankun
- Groupe scolaire bilingue la dignité
- École primaire bilingue inclusive de bangangté
- École primaire d'application don japonais groupe 1
- École publique de batela
- École publique de sagnam
- École publique de banekouané
- Groupe scolaire bilingue le petit monde de bangangté
- École évangélique de toukop
- Groupe scolaire bilingue saint Michel de bangangté

#### Enseignement secondaire
L'arrondissement de Bangangté compte 35 établissements d'enseignement secondaire, dont 13collèges, 21lycées et une école normale de formation des instituteurs :
- Collège Evangélique Thomas Noutong
- Collège Saint Jean Baptiste de Bangangté
- Collège Sainte Beuve de la Paix
- Collège évangélique de bangoua
- Collège d'enseignement général bilingue niat de madja
- Collège d'enseignement technique bilingue niat de madja
- CES de bangoua-sud
- Cetic de bantoum
- CES bilingue de bantoum
- CES de bachingou
- CES bilingue de mandja
- CES de louh-tougwe
- Tchougou comprehensive college bgté
- Collège de la filière paramedicale et sciences et technologies de la santé sociale
- Fondation saint jean de bamena
- Lycée classique de Bangangté
- Lycée technique de Bangangté
- Lycée bilingue de Bangangté
- Lycée bilingue de bangangté-rural
- Lycée bilingue de batela
- Lycée de babou
- Lycée technique de bamena
- Lycée de bamena
- Lycée de bantoum
- Lycée de bangang-fôkam
- Lycée de nkong-ngam
- Lycée de bangoua
- Lycée technique de bangoua
- Lycée de bahouoc
- Lycée de bangoulap
- Lycée de bitchoua
- Lycée technique de bachingou
- Lycée de banekane
- Lycée de babou
- Lycée bilingue de bachingou
- École normale d'instituteurs de l'enseignement maternel et primaire (ENIEG) de Bangangté

#### Enseignement supérieur
- Université des Montagnes (campus A banekane, campus B mfetum )
- institut d'application hôtelière des grasslands bangoulap
- Institut Supérieur de Technologie et d'Études Commerciales (ISTEC)
- Institut Universitaire de la santé menoh bamena
- Ecole d'ingénieur industriel de bangangté-madja (E2i)

### Sport
Il y a différents clubs sportifs à Bangangté, notamment :
- la Panthère du Ndé, club de football de première division camerounaise, qui évolue sur le stade municipal de Bangangté. Ce club a remporté deux coupes du Cameroun et a perdu deux finales (2014 face à coton sport de garoua et 2015 face à ums de loum).
- le Nzuimanto basket club, qui obtient de bons résultats dans les championnats de basket nationaux.
- Nzuimanto volleyball qui évolue en ligue régionale de l'ouest et la coupe du Cameroun .
- Nzuimanto handball qui évolue en championnat national de handball du Cameroun.
- colombe football du ndé qui évolue en ligue régionale de l'ouest
- Bifa fc de bangoulap qui évolue en ligue régionale de l'ouest
- Bangangté 2 club de rugby situé dans la ville et évoluant en championnat de rugby du Cameroun.

### Hôpitaux
- Hôpital de District de

Bangangté
- Hôpital central de bangangté
- Clinique de l'Université des montagnes situé à banekane
- Centré de Santé Intégré de Bangangté (Dispensaire Stade)
- PMI de Mfetom (Annexe de l'Hôpital Protestant de Bangwa)
- Hôpital AD Lucem de Bangangté
- Centre de Santé de Fatgo-Neta
- De nombreuses cliniques de médecine naturelle
- Centre de Santé les Merveilles

## Organisation sociale

### Langues
On y parle une variante dialectale du medumba, une langue bamiléké.

### Marchés
- Grand marché: Samedi aux marchés A et B
- Petit marché: Mercredi aux marchés A et B

### Églises et vie religieuse
Bangangté dispose de plusieurs églises et mosquées.

## Tourisme, cultures et traditions

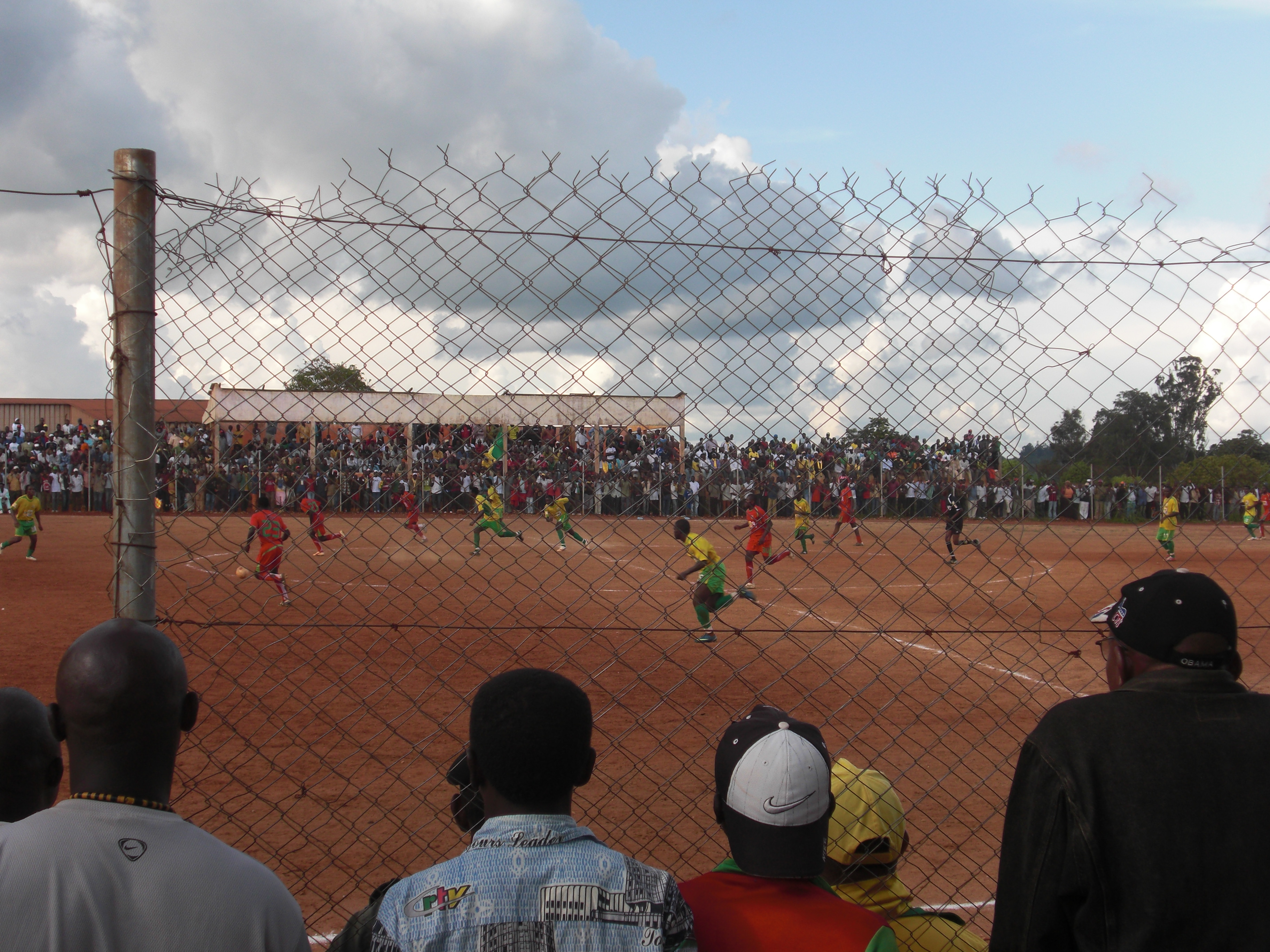
Stade de football.

### Lieux et monuments
- La tribune et place royale
- La place du marché
- Le centre du village et ses activités
- Le festival
- Palais royal des bangangté situé à batela
- Le centre touristique de bandiangsseuh
- Hotel faryda et frères situé à bangangté (4 étoiles)

## Personnalités liées à la ville
- Jean Keutcha, homme politique, né à Bangangté en 1923
- Marcel Niat Njifenji, homme politique, né à Bangangté en 1934
- Guy-Noël Tapoko, footballeur né à Bangangté en 1968
- Augustine Simo, footballeur, né à Bangangté en 1978
- Ernest Thierry Anang, footballeur né à Bangangté en 1993
- Claude Njiké-Bergeret, la reine blanche bamiléké
- Célestine Ketcha Courtès, ex-maire de la ville, ministre
- Théophile Kouamouo, journaliste, ayant vécu à Bangangté
- Cabrel Nanjip, comédien né à Bangangté en 1990
- Blanche Bailly, artiste Camerounaise
- Charley Fomen, footballeur international Camerounais
- Bill Tchato, football international Camerounais
- Enzo Tchato, footballeur international Camerounais et fils de bill tchato
- Hilaire Mbakop, écrivain camerounais, né en 1973 à Baganté
- Olivier Kemen, footballeur international Camerounais
- Eric Aimé Niat, Maire de la ville de bangangté et fils de Marcel niat njifenji
- Bernard Tchoutang, footballeur international camerounais
- Célestin Ketchanga, homme d'affaires et homme politique sénateur
- René N'Djeya, footballeur international camerounais
- Jackson Tchatchoua, footballeur international camerounais
- Maxwell Nana Djantou, pratiquant d'art martiaux mixtes et champion du monde de Sambo
- Junior Ngadja Nyabeheu, champion d'Afrique en haltérophilie et médaillé d'or aux jeux du Commonwealth

### Articles liés
- Chefferie de Bangangté